# Tercero (Ponce)
Tercero es un barrio ubicado en el municipio de Ponce en el estado libre asociado de Puerto Rico. En el Censo de 2010 tenía una población de 668 habitantes y una densidad poblacional de 3.264,76 personas por km².

## Geografía
Tercero se encuentra ubicado en las coordenadas 18°0′40″N 66°36′37″O / 18.01111, -66.61028. Según la Oficina del Censo de los Estados Unidos, Tercero tiene una superficie total de 0.2 km², de la cual 0.19 km² corresponden a tierra firme y (5.06%) 0.01 km² es agua.

## Demografía
Según el censo de 2010, había 668 personas residiendo en Tercero. La densidad de población era de 3.264,76 hab./km². De los 668 habitantes, Tercero estaba compuesto por el 74.7% blancos, el 12.43% eran afroamericanos, el 2.54% eran amerindios, el 0.45% eran asiáticos, el 6.44% eran de otras razas y el 3.44% pertenecían a dos o más razas. Del total de la población el 98.8% eran hispanos o latinos de cualquier raza.